# كحول (طب)
الكحول بأشكاله المختلفة يستخدم طبيّا كمعقم ومطهر ومضاد سم, يوضع على الجلد الملوّث قبل بزل الوريد وقبل الجراحة. يتم استخدامه لتطهير سطح جلد المرضى أو مقدمي الرعاية الصحيّة  وتنظيف مناطق أخرى, أيضا يستخدم في غسولات الفم. يؤخذ الكحول عن طريق الفم أو حقن بالوريد لعلاج سميّة الميثانول أو ايثانول غلايكول عندما لا يتوفر الفومبيزول, بجانب هذه الاستخدامات الكحول ليس له أي استخدامات أخرى مقبولة. إذ ان مؤشر العلاجية الخاص بالميثانول هو 10:1فقط.
الأعراض الجانبية للكحول تتضمّن تهيّج الجلد, يجب الانتباه بسبب قابلية الايثانول للاشتعال.
أنوال الكحول التي يتم استخدامها,الايثانول,الكحول المغيّر,1-بروبانول,ايزوبروبانول.
الكحول فعّال في قتل الأحياء الدقيقة لكنه غير فعال في قتل الأبواغ. التركيز 60%-90%هو يعطي أفضل فعالية للكحول.
تم استعمال الكحول كمطهّر في وقت مبكر من عام 1363 وقد دُعم استخدامه بأدلة بحيث أصبح متاحا في اواخر 1800. إذ انه موضوع على قائمة منظمة الصحة العالمية للأدوية الاساسية وهو من العلاجات المرادة والأفضل والأكثر أمانا في نظام رعاية صحية. التكلفة الإجمالية للكحول في الدول النامية حوالي 1.8 إلى 9.5 دولار لكل لتر من70%كحول مغير, وفي المملكة المتحدة التكلفة الإجمالية في هيئة خدمات الصحة الوطنية حوالي 3.95باوند من 99%كحول مغير. ومتوفر أيضاالتركيب التجاري للكحول أو مع مواد أخرى مثل الكلوروهيكسيدين الذي يعتمد فرك اليدين.

## آلية العمل
الكحول عندما يستخدم لحالات التسمم، ينافس مع كحولات أخرى على انزيم نازعة هيدروجين الكحول ,بحيث يقلل من التحويل إلى الألدهايد السام ومشتقات الحمض الكربوكسيلي ويقلل حدوث المزيد من الآثار السميّة الحقيقية الناتجة عن الجلايكول وتحوله إلى بلورات في الكلى.

## التاريخ
استٌخدم الكحول كمطهر في وقت مبكر من 1363وقت تم دعم استخدامه بأدلة بحيث أصبح متاحا في اواخر 1800. منذ العصور القديمة قبل تطور المواد الحديثة كان يستخدم الكحول كمخدّر عام.